# Dendrobiumsläktet
Dendrobiumsläktet (Dendrobium) ingår i familjen orkidéer och beskrevs först av Olof Swartz. Släktet har cirka 1 200 arter som.

## Beskrivning
De flesta arterna är epifyter, men ibland förekommer de som litofyter.
Arterna har en förtjockad stjälk liknande en lök, från några mm till meterlånga.
Hos vissa arter, t.ex. Dendrobium senile är stjälken täckt av fina hår.
Många hybrider.

## Habitat
Släktet är vida spritt från det sydöstra asiatiska fastlandet över Borneo, Filippinerna, Nya Guinea Australien och till Nya Zeeland

## Biotop
Olika arter av släktet har anpassats till var sin klimattyp, och förekommer därför i allt från kalla bergstrakter som Himalaya, till tropiska regnskogar i låglandet och till ökenområden som i Australien.
Alla dendrobiumarter vill ha en torr viloperiod.

## Etymologi
Det vetenskapliga namnet kommer från grekiska dendron (träd) och bios (liv), alltså trädlevande.

## Användning

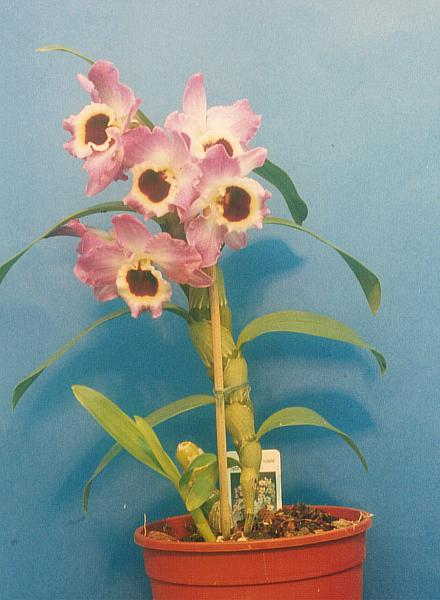
Dendrobium nobile
Foto: Larsen-twins

Vissa arter från släktet är medicinalväxter. Till exempel är Dendrobium nobile en viktig ört i den traditionella kinesiska medicinen.
Många arter, inklusive hybrider, återfinns i blomsterhandeln.